# Escut de Vallcebre
L'escut oficial de Vallcebre té el següent blasonament:
Escut caironat: d'atzur, una flor de lis d'argent acompanyada de 8 estrelles d'argent posades en orla. Per timbre, una corona mural de poble.

## Història
Va ser aprovat el 12 de gener de 1994 i publicat al DOGC el 24 del mateix mes amb el número 1850.
La flor de lis i les estrelles són els atributs de la Mare de Déu, patrona del poble.